# Fermatgetal
Een fermatgetal, vernoemd naar de Franse wiskundige Pierre de Fermat, is een natuurlijk getal van de vorm
{\displaystyle F_{n}=2^{(2^{n})}+1,}
Fermat vermoedde dat elk fermatgetal een priemgetal is. Zijn vermoeden is onjuist gebleken, maar klopt wel voor de eerste vijf fermatgetallen:
F0 = 21 + 1 = 3
F1 = 22 + 1 = 5
F2 = 24 + 1 = 17
F3 = 28 + 1 = 257
F4 = 216 + 1 = 65537
Andersom is wel waar dat als een getal van de vorm {\displaystyle 2^{m}+1} een priemgetal is, dat {\displaystyle m} dan een macht van 2 moet zijn.
F5 is al geen priemgetal meer, zoals Euler in 1732 ontdekte.
Ook een aantal volgende fermatgetallen is inmiddels gefactoriseerd:
F5 = 641 · 6700417
F6 = 274177 · 67280421310721
F7 = 59649589127497217 · 5704689200685129054721
F8 = 1238926361552897 · P62
F9 = 2424833 · 7455602825647884208337395736200454918783366342657 · P99
F10 = 45592577 · 6487031809 · 4659775785220018543264560743076778192897 · P252
F11 = 319489 · 974849 · 167988556341760475137 · 3560841906445833920513 · P564
(hierin staat P62 voor een priemgetal van 62 cijfers)
Van alle fermatgetallen van F5 tot en met F32 (een getal van meer dan een miljard cijfers) is inmiddels bekend dat ze niet-priem zijn.